# COINTELPRO

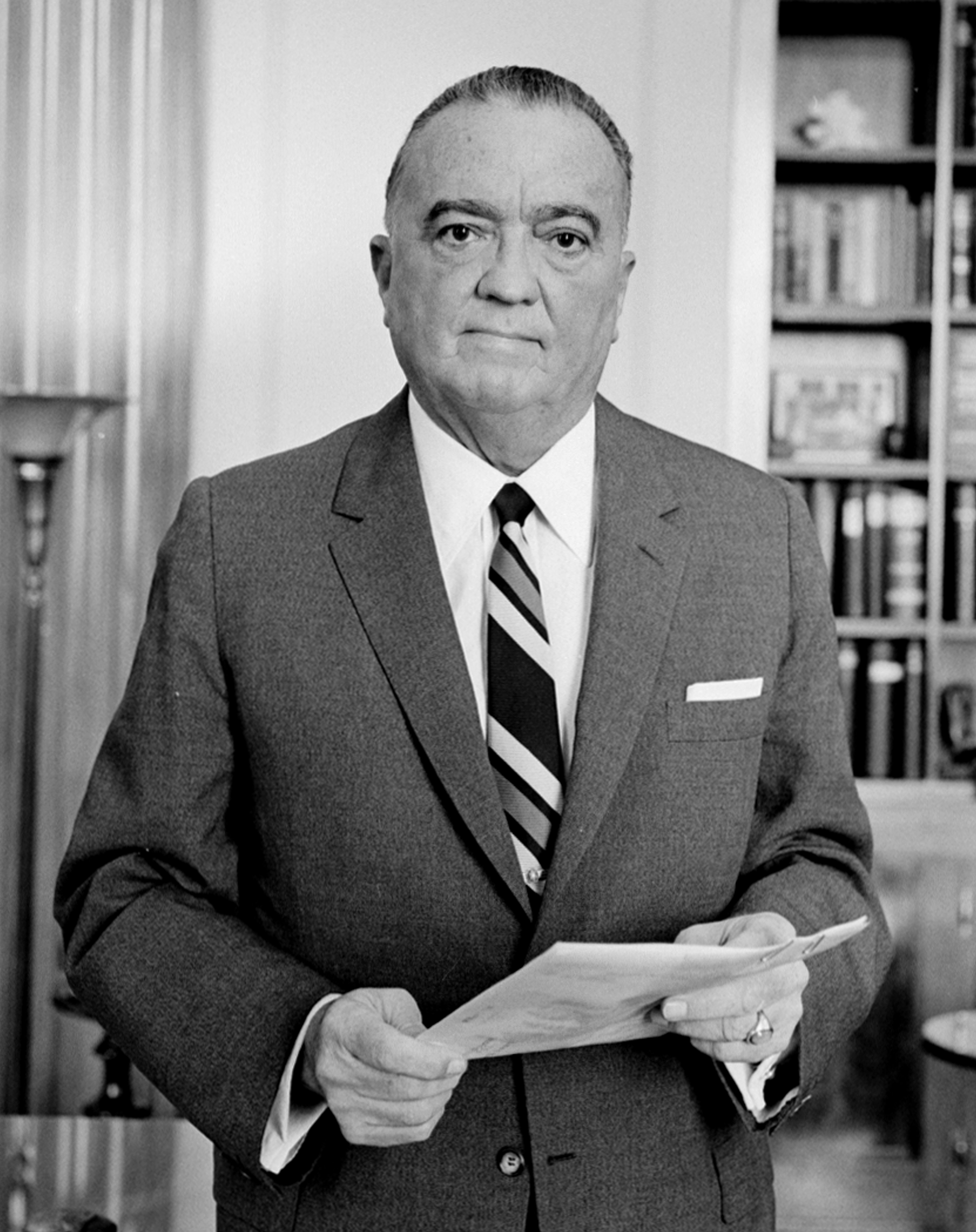
J. Edgar Hoover, hoofd van de FBI ten tijde van COINTELPRO

COINTELPRO (Counter Intelligence Program) was een reeks van geheime en deels illegale projecten die werden uitgevoerd door de Federal Bureau of Investigation (FBI) gericht op het observeren, infiltreren, in diskrediet brengen en verstoren van binnenlandse politieke organisaties.
De FBI voerde al geheime operaties tegen binnenlandse politieke groepen vanaf haar oprichting, maar de geheime operaties onder het officiële COINTELPRO-etiket vonden plaats tussen 1956 en 1971. De tactieken van COINTELPRO waren het in diskrediet brengen van politieke groepen door middel van psychologische oorlogsvoering door individuen en groepen met behulp van vervalste documenten en door valse berichten in de media in diskrediet te brengen, intimidatie, onrechtmatige gevangenisstraffen en door illegaal geweld, met inbegrip van moord. De officiële motieven van de FBI waren "het beschermen van de nationale veiligheid, het voorkomen van geweld en handhaving van de bestaande sociale en politieke orde".
Uit FBI-gegevens blijkt dat 85% van de acties van COINTELPRO gericht waren op groepen en individuen die de FBI zag als "staatsgevaarlijk", zoals communistische en socialistische organisaties, organisaties en individuen van de burgerrechtenbeweging, Martin Luther King en andere leden van de Southern Christian Leadership Conference, de National Association for the Advancement of Colored People, de Black Panther Party, de Congress of Racial Equality en andere burgerrechtenorganisaties, zwarte nationalistische groepen, de American Indian Movement, een breed scala aan organisaties met het label Nieuw Links (New Left), de Students for a Democratic Society en Weathermen, bijna alle groepen die protesteerden tegen de oorlog in Vietnam, maar ook individuele studenten, de National Lawyers Guild, de vrouwenbeweging, nationalistische groepen, zoals die die streven naar autonomie voor Puerto Rico, Verenigd Ierland en Cubaanse ballingschapbewegingen waaronder die van Orlando Bosch en de Cubaanse Nationalistische Beweging. Ook extra opvallende Amerikanen, zoals Albert Einstein, die lid was van een aantal burgerrechtengroepen, kwamen onder FBI toezicht.

## Geschiedenis
De FBI hield zich bezig met politieke onderdrukking bijna vanaf het moment van haar oprichting in 1908. Gecentraliseerde acties in het kader van COINTELPRO gingen officieel van start in 1956 met een programma dat was ontworpen om de Communistische Partij van de Verenigde Staten (CPUSA) te verzwakken, door onder andere interne verdeeldheid te creëren. Toch werd het programma al snel uitgebreid naar de Socialist Workers Party (1961), de Ku Klux Klan (1964), de Nation of Islam, de Black Panther Party (1967) en de gehele Nieuw Links-beweging, inclusief de anti-oorlogsbeweging en religieuze groepen (1968). Officiële commissies en verschillende rechtszaken hebben geconcludeerd dat operaties van COINTELPRO tegen communistische en socialistische groepen wettelijke beperkingen op de FBI-activiteiten overschreden en de grondwettelijk gegarandeerde vrijheid van meningsuiting en vereniging hebben geschonden.
Het bestaan van COINTELPRO werd ontdekt nadat de Citizens' Commission to Investigate the FBI, een Nieuw Linkse beweging, in 1971 een inbraak pleegde in een regionaal FBI-kantoor in Media, Pennsylvania. Daarbij ontvreemdden zij geheime documenten die ze vervolgens doorspeelden naar de pers. Daarin werd het programma genoemd. Toen Carl Stern, een journalist van NBC, de naam tevens tegenkwam in een ander document, besloot hij informatie over COINTELPRO op te vragen bij de FBI, wat uiteindelijk leidde tot een rechtszaak. Uiteindelijk werd door de rechter besloten dat de documenten over COINTELPRO openbaar moesten worden gemaakt.

## Beoogde effecten
Het beoogde effect van COINTELPRO was het "blootleggen, verstoren, misleiden of op andere wijze marginaliseren" van groepen die door de FBI werden gezien als "staatsgevaarlijk" door:
1. het creëren van een negatief imago voor de doelgroepen (bijvoorbeeld door de surveillance van activisten en door het vrijgeven van negatieve persoonlijke informatie voor het publiek)
2. het verstoren van de interne organisatie (bijvoorbeeld door het vergroten van raciale spanningen, splitsingen of door het sturen van anonieme brieven om te proberen conflicten te creëren)
3. het veroorzaken van onenigheid tussen groepen (bijvoorbeeld door het verspreiden van geruchten dat andere groepen geld stelen)
4. het beperken van de toegang tot publieke middelen (bijvoorbeeld door druk uit te oefenen op non-profitorganisaties om financiering of materiële steun te stoppen)
5. het beperken van de mogelijkheid om protesten te organiseren (bijvoorbeeld door het versturen van brieven die aanzetten tot geweld tegen de politie bij protesten)
6. het beperken van de mogelijkheid van individuen om deel te nemen aan groepsactiviteiten (bijvoorbeeld door lastercampagnes, valse arrestaties en toezicht).